# 尼诺·马查伊泽
尼诺·马查伊泽（羅馬化：Nino Machaidze；1983年3月8日—），格鲁吉亚女高音歌唱家，歌剧演员。马查伊泽8岁开始接受声乐训练，先后在第比利斯国立音乐学院和米兰斯卡拉歌剧院学院学习声乐。2008年萨尔茨堡音乐节上她代替安娜·奈瑞贝科出演古诺歌剧《羅密歐與朱麗葉》中的朱丽叶，由此成名。

## 早年
马查伊泽生于格鲁吉亚首都第比利斯。她8岁开始在第比利斯国立音乐学院附属的学校学习声乐和钢琴，8岁就上台演出。17岁时，她进入第比利斯国立音乐学院学习声乐。当时，年仅17岁的马查伊泽就在第比利斯的帕利亚什维利格鲁吉亚国立歌剧和芭蕾剧院出演多尼采蒂歌剧《唐·帕斯夸莱》中的诺里娜。随后她又饰演了莫扎特歌剧《唐·乔望尼》中的泽里娜、罗西尼《塞維利亞的理髮師》中的罗西娜。
2005年，马查伊泽从400名候选人中脱颖而出，进入意大利米兰斯卡拉歌剧院学院学习。2006至2007乐季，她首次在斯卡拉歌剧院演出，扮演多尼采蒂歌剧《军中女郎》的玛丽亚。这个乐季，她还在斯卡拉出演了普契尼《贾尼·斯基基》中的劳蕾塔、理查德·施特劳斯歌剧《阿里阿德涅在纳索斯岛》中的纳雅德。

## 成名
2008年萨尔茨堡音乐节上，马查伊泽一举成名。当时萨尔茨堡准备排演夏尔·古诺的歌剧《羅密歐與朱麗葉》，原定由女高音安娜·奈瑞贝科搭档男高音罗兰多·比利亚松。然而，安娜·奈瑞贝科怀孕了，剧院需要另找女高音代替。音乐节的主管尤尔根·弗利姆在米兰斯卡拉剧院听到马查伊泽演唱咏叹调《親愛的爸爸》，决定由马查伊泽出演朱麗葉。马查伊泽在萨尔茨堡音乐节上的表演非常成功，自此成为知名女高音。随后她获邀在多家重要歌剧院演出。2008年秋她首登帕尔玛皇家歌剧院，扮演威尔第歌剧《弄臣》中的吉尔达。2009年1月她首次在博洛尼亚市立歌剧院上场，扮演贝利尼歌剧《清教徒》的埃尔维拉。4月，她第一次来到比利时布鲁塞尔的皇家铸币局剧院，出演《拉美莫尔的露琪亚》的露琪亚。这一年，她还首次在威尼斯凤凰剧院、维也纳河畔剧院亮相。她在凤凰剧院扮演朱丽叶，在维也纳河畔剧院演出《土耳其人在意大利》。9月，她首次到北美演出，在洛杉矶歌剧院扮演了多尼采蒂《爱之甘醇》的阿迪娜。之后她先后登上慕尼黑巴伐利亞州立歌劇院、巴塞罗那利塞奥大剧院、巴伦西亚索菲亚王后艺术歌剧院、伦敦皇家歌剧院、巴黎歌剧院、纽约大都会歌剧院的舞台。

## 其他
马查伊泽自考入斯卡拉歌剧院学院后就一直在意大利米兰生活。2011年，她与意大利男中音歌唱家圭多·罗康索罗（Guido Loconsolo）结婚。

## 外部連結
- 官方网站
- Management （页面存档备份，存于）
- Biography at Los Angeles Opera
- Biography at San Francisco Opera
- Biography at Opéra national de Paris （页面存档备份，存于）